# 巴利亞斯內 (米爾霍羅德區)
50°20′51″N 33°46′55″E / 50.34750°N 33.78194°E
巴利亞斯内（烏克蘭語：Балясне），是烏克蘭中部波爾塔瓦州米爾霍羅德區彼得里夫卡-羅門斯卡市鎮内的村落。處於霍羅爾河左岸，分別距離彼得里夫卡-羅門斯卡2公里和魯奇基2.5公里，始建於1815年，面積0.15平方公里，海拔高度113米，2001年人口4。